# Stala & So.
Stala & So. es una banda finlandesa de hard rock, que se formó en 1997. En 2011, el grupo participó en el Eurovisión de Finlandia de 2011 para ver si eran seleccionados para representar a Finlandia con la canción "Pamela", aunque posteriormente no se clasificarían. El 16 de febrero de 2011 lanzaron su primer álbum llamado "It Is So."

## Biografía
Fundada en 1997, So. es conocida por su Rock melódico y su maestría musical profesional. La banda es liderada por un carismático cantante, Stala, y ha tenido la libertad de llevar su música en su propia dirección, sin depender de la ayuda de cualquiera de las empresas discográficas. Sus actuaciones en directo y la música, escrita por Stala y los miembros de la banda, ha entretenido a audiencias mientras recogía un montón de fanes en los últimos 10 años. Las bandas de los años 70 y 80 de Glam rock como Slade, T-Rex, Ziggy Stardust y David Bowie con unas cuentas de sus inspiraciones. So. hace música profesional y al mismo tiempo para un gran entretenimiento y diversión. El comediante finlandés, Spede Pasanen, dijo: "¡Lo principal es divertirse!". Esto ha sido, y sigue siendo, la directriz para So. también. ¡Nadie se queda helado el espectáculo de So.! En 2007, So. lanzó su primer álbum, que contiene "lo mejor de", una selección de canciones de los últimos 10 años. En 2010, cambiaron el nombre a Stala & So. La banda ha escrito, grabado y producido el álbum ellos mismos. El 12 de noviembre de 2010 fue la fecha de lanzamiento de su primer sencillo promocional del álbum que lanzarían posteriormente. El título de la canción es "Everything For Money" y se ha presentado a todas las principales emisoras de radio en Finlandia. En sólo dos semanas la canción ya ha tenido un montón de tiempo en el aire, por ejemplo, en Rock Radio."
En 2011, la banda quiso participar en el Festival de Eurovisión de Finlandia bajo el nombre de. La compañía finlandesa de radiodifusión, YLE, invitó a la banda a la competición para representar a Finlandia en el Festival de la Canción de Eurovisión 2011 en Alemania. La banda aceptó encantado el reto, aunque fueron eliminados en la ronda final de votación. La banda ha estado ocupada en estudio durante el verano de 2011. Grabaron cinco canciones nuevas y las canciones fueron lanzadas como un EP, titulado "Gimme Five". La fecha de lanzamiento en Finlandia fue de 14 de septiembre de 2011. El resto de la Europa tendrá su lanzamiento en marzo de 2012. El lanzamiento europeo de Gimme Five también contendrá un nuevo Stala & So. original y con cuatro covers, todas las versiones acústicas. Este álbum será lanzado al mismo tiempo de que la banda haga su primera gira en Europa. Después de la gira europea, la banda irá al estudio y comenzará a trabajar en el próximo álbum. El lanzamiento de este álbum será a finales de 2012.

### Nuevo álbum (2013)
El nuevo álbum saldrá a la venta a finales de febrero de 2013. La preproducción del nuevo álbum y la composición de las letras de las canciones comenzaron inmediatamente después de la gira europea. El primer sencillo del álbum "Rock Until I'm Done" salió a la venta el 11 de julio de 2012. El sencillo fue mezclado por el productor americano Beau Hill, que ha producido y mezclado discos de artistas de la talla de, Alice Cooper, Twisted Sister y Europe. La banda continuará cooperando con Beau Hill tras firmar con él un contrato de larga duración.

## Miembros

### Miembros actuales
- Stala - Vocalista
- Nick Gore - Bajo, coros
- Sami J. - Guitarra eléctrica, coros
- Pate Vaughn - Guitarra rítmica, coros
- Hank - Batería

### Antiguos miembros
- Sir Mikko - Batería (1998)
- Haza - Guitarra eléctrica (1998)
- Gröne - Guitarra eléctrica (1999)
- Pale - Guitarra eléctrica (2001)
- Gregorius "Renska" Primorsk - Batería

## Videoclips
- Hey What´s Going On? (2011)
- Bye Bye (2011)
- Got To Believe

## Discografía

### Sencillos
- Burn The Rocks (2000)
- 3+1 (2000)
- Shout! (2008)
- Everything For Money (2010)
- Life Goes On (2012)
- Rock Until I'm Done (2012)
- The Boys Are Having Fun (2013)

### EP
- Gimme Five (2011)

### Álbumes
- The Best Of (2007)
- It Is So. (2011)
- Play Another Round (2013)

## Material propio

### Stala
- Nimue Skin Technology
- Isabelle Lancray Paris

### Nick Gore
- ESP
- LTD
- Warwick

### Sami J.
- Aurora guitars
- Engl

### Hank
- Balbex
- Premier Percussion
- Sabian